# Greatest Hits (álbum de Alice Cooper)
Alice Cooper's Greatest Hits es un álbum recopilatorio lanzado en 1974, tras la separación de Alice Cooper como grupo. Incluye los grandes éxitos de la banda editados por el sello Warner Bros. Records, desde 1971 (Love It to Death), hasta 1973 (Muscle of Love). Tras el lanzamiento de esta recopilación, Vincent Furnier fue conocido con el nombre de Alice Cooper, prosiguiendo con una carrera solista, mientras que Glen Buxton (guitarra), Michael Bruce (Guitarra y teclados), Neal Smith (batería) y Dennis Dunaway (bajo) se alejaron del grupo.

## Lista de canciones
1. "I'm Eighteen" (Alice Cooper, Glen Buxton, Michael Bruce, Dennis Dunaway, Neal Smith) – 2:58
  - De Love It to Death
2. "Is It My Body" (Cooper, Buxton, Bruce, Dunaway, Smith) – 2:41
  - De Love It to Death
3. "Desperado" (Cooper, Bruce) – 3:29
  - De Killer
4. "Under My Wheels" (Bruce, Dunaway, Bob Ezrin) – 2:46
  - De Killer
5. "Be My Lover" (Bruce) – 3:22
  - De Killer
6. "School's Out" (Cooper, Buxton, Bruce, Dunaway, Smith) – 3:30
  - De School's Out
7. "Hello, Hooray" (Rolf Kempf) – 4:18
  - De Billion Dollar Babies
8. "Elected" (Cooper, Buxton, Bruce, Dunaway, Smith) – 4:08
  - De Billion Dollar Babies
9. "No More Mr. Nice Guy" (Cooper, Bruce) – 3:07
  - De Billion Dollar Babies
10. "Billion Dollar Babies" (Cooper, Bruce, Reggie Vincent) – 3:43
  - De Billion Dollar Babies
11. "Teenage Lament '74" (Cooper, Smith) – 3:54
  - De Muscle of Love
12. "Muscle of Love" (Cooper, Bruce) – 3:45
  - De Muscle of Love

## Listas de éxitos
Álbum - Billboard (Norteamérica)
| Año  | Lista      | Posición |
| ---- | ---------- | -------- |
| 1974 | Pop Albums | 8        |